# Giải thưởng tòa nhà chọc trời Emporis
Giải thưởng Tòa nhà chọc trời Emporis (Emporis Skyscraper Award) là một giải thưởng cho sự xuất sắc mặt thiết kế kiến trúc, thẩm mỹ và tính năng của các tòa nhà chọc trời.
Giải thưởng được trao hàng năm bởi Emporis, một công ty khai thác dữ liệu bất động sản có trụ sở chính tại Hamburg, Đức. Giải thưởng được trao cho tòa nhà đại diện cho danh hiệu "Tòa nhà chọc trời mới nhất và tốt nhất về thiết kế và chức năng". Để đáp ứng đủ điều kiện tham gia, các tòa nhà được đề cử phải được hoàn thành trong cùng năm trao giải và phải có chiều cao ít nhất 100 mét. Những toà nhà được đề cử và ứng viên chiến thắng sẽ được lựa chọn bởi các biên tập viên của Emporis, và giải thưởng được công bố vào tháng 1 năm sau, còn giải thưởng thường được trao vào mùa xuân hoặc mùa hè. Trước năm 2000, giải thưởng được gọi là Skyscrapers.com Award.

## Danh sách công trình chiến thắng giải thưởng
| Năm  | Hạng nhất                  | Hạng nhất  | Hạng nhất          | Hạng nhì         | Hạng nhì   | Hạng nhì         | Hạng ba                           | Hạng ba                                                         | Hạng ba       |
| Năm  | Công trình                 | Công trình | Thành phố          | Công trình       | Công trình | Thành phố        | Công trình                        | Công trình                                                      | Thành phố     |
| ---- | -------------------------- | ---------- | ------------------ | ---------------- | ---------- | ---------------- | --------------------------------- | --------------------------------------------------------------- | ------------- |
| 2000 | Khách sạn Sofitel New York |            | Thành phố New York | –                | –          | –                | –                                 | –                                                               | –             |
| 2001 | Trung tâm One Wall         |            | Vancouver          | Millennium Point |            | New York City    | Plaza 66                          |                                                                 | Thượng Hải    |
| 2002 | Kingdom Centre             |            | Riyadh             | Post Tower       |            | Bonn             | 111 Huntington Avenue             |                                                                 | Boston        |
| 2003 | 30 St Mary Axe             |            | London             | Highcliff        |            | Hong Kong        | Skybridge                         |                                                                 | Chicago       |
| 2004 | Taipei 101                 |            | Taipei             | Torre Agbar      |            | Barcelona        | World Tower                       |                                                                 | Sydney        |
| 2005 | Turning Torso              |            | Malmö              | Q1               |            | Gold Coast       | Montevideo Tower                  |                                                                 | Rotterdam     |
| 2006 | Hearst Tower               |            | New York City      | The Wave         |            | Gold Coast       | Eureka Tower                      |                                                                 | Melbourne     |
| 2007 | Het Strijkijzer            |            | The Hague          | Newton Suites    |            | Singapore        | Ontario Tower                     |                                                                 | London        |
| 2008 | Mode Gakuen Cocoon Tower   |            | Tokyo              | Boutique Monaco  | –          | Seoul            | Shanghai World Financial Center   |                                                                 | Shanghai      |
| 2009 | Aqua                       |            | Chicago            | O-14             | –          | Dubai            | The Met                           |                                                                 | Bangkok       |
| 2010 | Hotel Porta Fira           |            | Barcelona          | Burj Khalifa     |            | Dubai            | Tour CMA CGM                      |                                                                 | Marseille     |
| 2011 | 8 Spruce Street            |            | New York City      | Al Hamra Tower   |            | Thành phố Kuwait | Etihad Towers                     |                                                                 | Abu Dhabi     |
| 2012 | Absolute World Towers      |            | Mississauga        | Al Bahr Towers   |            | Abu Dhabi        | Burj Qatar                        |                                                                 | Doha          |
| 2013 | The Shard                  |            | London             | DC Tower 1       |            | Vienna           | Sheraton Huzhou Hot Spring Resort |                                                                 | Huzhou        |
| 2014 | Wangjing SOHO              |            | Beijing            | Bosco Verticale  |            | Milan            | Tour D2                           |                                                                 | Courbevoie    |
| 2015 | Shanghai Tower             |            | Shanghai           | Evolution Tower  |            | Moscow           | Torre Isozaki                     |                                                                 | Milan         |
| 2016 | VIA 57 West                |            | New York City      | Torre Reforma    |            | Mexico City      | Oasia Hotel Downtown              |                                                                 | Singapore     |
| 2017 | Lotte World Tower          |            | Seoul              | Generali Tower   |            | Milan            | 150 North Riverside               | Tập tin:150-North-Riverside Aerial-lr egqcYFF max-1600x1200.jpg | Chicago       |
| 2018 | MGM Cotai                  |            | Ma Cao             | La Marseillaise  |            | Marseille        | 52 Lime Street (The Scalpel)      |                                                                 | London        |
| 2019 | Lakhta Center              |            | Saint Petersburg   | Leeza SOHO       |            | Beijing          | 35 Hudson Yards                   |                                                                 | New York City |
| 2020 | Crown Sydney               |            | Sydney             | Telus Sky        |            | Calgary          | One Vanderbilt                    |                                                                 | New York City |